# Fonds Marianne

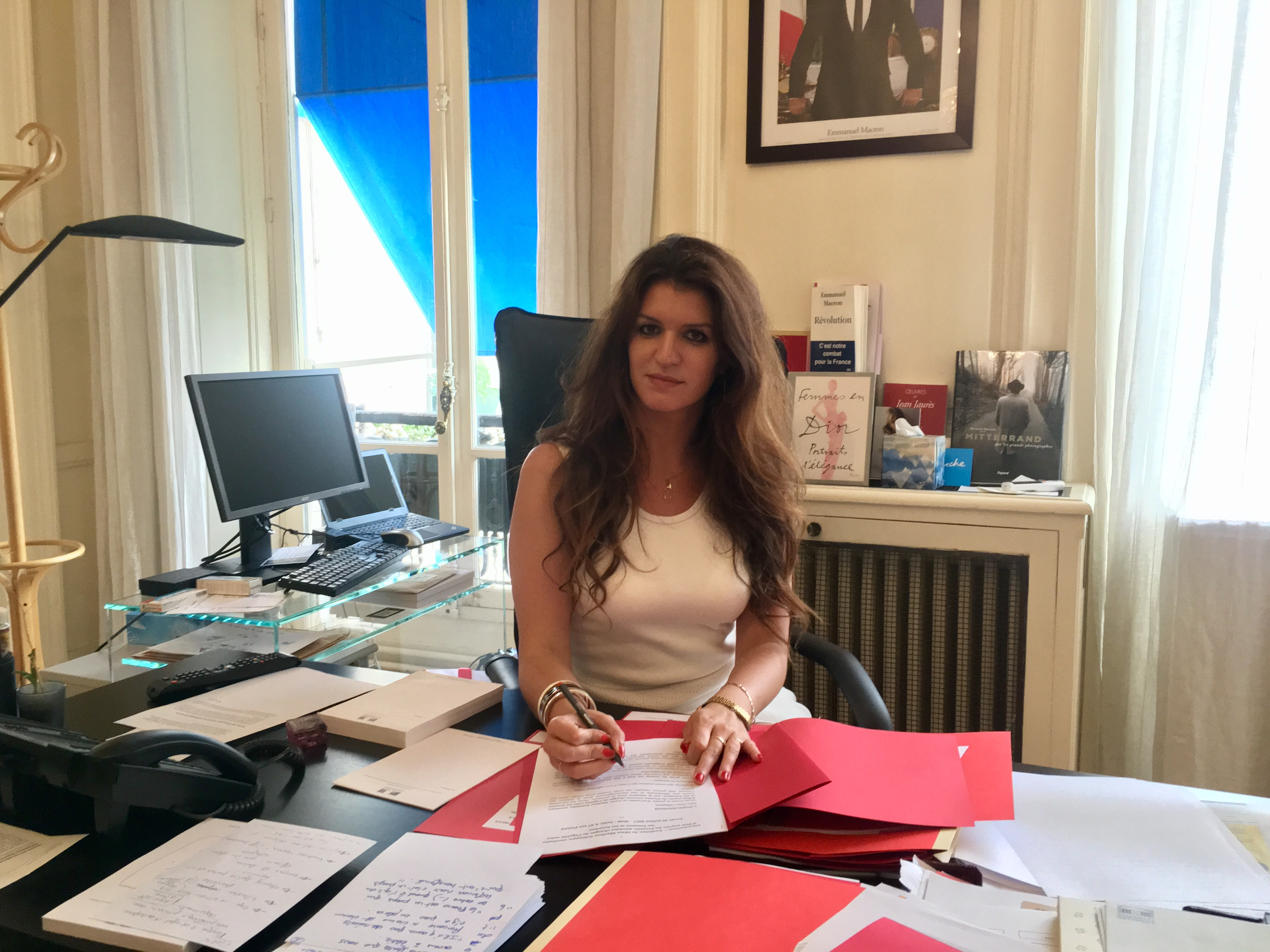
Marlène Schiappa in ihrem Büro als Staatssekretärin, 2017

Der Fonds Marianne ist ein französischer Fonds, der 2021 von Marlène Schiappa, der damaligen beigeordneten Ministerin für Staatsbürgerschaft im Kabinett Jean Castex, gegründet wurde, um Verbände finanziell zu unterstützen, die gegen Hass und separatistische Äußerungen, insbesondere in sozialen Netzwerken, kämpfen. Seit 2023 ist der Fonds Gegenstand einer politisch-finanziellen Affäre und einer gerichtlichen Untersuchung insbesondere wegen Veruntreuung und Untreue seitens der Staatsanwaltschaft für Finanzen, sowie einer Untersuchung im Senat und einer Untersuchung durch die Generalinspektion für Verwaltung.

## Geschichte des Fonds
Die Ermordung des Geschichts- und Geographielehrers Samuel Paty am 16. Oktober 2020 veranlasste die französische Regierung, neue Maßnahmen zur Bekämpfung des islamistischen Terrorismus anzukündigen.
Sechs Monate nach dem Mord kündigte Marlène Schiappa, damals beigeordnete Ministerin für Staatsbürgerschaft unter Innenminister Gérald Darmanin, die Schaffung einer „Plattform für einen republikanischen Gegendiskurs in sozialen Netzwerken“ an, und im April 2021 gründete sie den Fonds Marianne für Vereine, die die Werte der Republik fördern. Der Fonds wurde mit 2,5 Millionen Euro ausgestattet, um gegen „hasserfüllte und separatistische Aufrufe“ in sozialen Netzwerken zu kämpfen.
Der Fonds wurde vom Interministeriellen Komitee für die Prävention von Delinquenz und Radikalisierung unter der Schirmherrschaft von Marlène Schiappa verwaltet. Er soll helfen, Strukturen zu finanzieren, die Initiativen mit einer auf 12 bis 15 Jahre angelegten Dauer ins Leben rufen, um separatistischen Ideologien und Online-Verschwörungstheorien entgegenzuwirken. Der Fonds wurde vom im Sommer 2023 zurückgetretenen Präfekten Christian Gravel verwaltet.

## Geförderte Organisationen
Die Zuschüsse verteilen sich nach Informationen der französischen Zeitung Libération auf siebzehn Projekte mit insgesamt zugewiesenen 2,02 Millionen der insgesamt geplanten 2,5 Millionen Euro (Stand Juni 2023).
Zu den begünstigten Vereinigungen gehören die Internationale Liga gegen Rassismus und Antisemitismus und das Webportal Conspiracy Watch. Die beiden Vereinigungen, die die meisten Subventionen erhalten haben, sind Reconstruire le commun und die Union des sociétés d’éducation physique et de préparation au service militaire (USEPPM), eine Vereinigung, die von dem algerisch-französischen Journalisten Mohamed Sifaoui mitgeleitet wird.
| Unterstützte Organisationen / Vereinigungen                                             |                      |
| Organisation / Vereinigung                                                              | Zuwendung (in Euro)  |
| Union fédérative des sociétés d'éducation physique et de préparation militaire (USEPPM) | 355 000              |
| Reconstruire le commun                                                                  | 330 000              |
| Civic Fab                                                                               | 315 400              |
| Fraternité générale                                                                     | 292 200              |
| Ligue Internationale Contre le Racisme et l’Antisémitisme                               | 95 000               |
| Mémoire et BD                                                                           | 88 960               |
| Institute for Strategic Dialogue France                                                 | 80 000               |
| Bibliothèques sans frontières                                                           | 70 320               |
| Spicee                                                                                  | 70 000               |
| Conspiracy Watch                                                                        | 60 000               |
| France fraternité                                                                       | 60 000               |
| Yahad-in Unum                                                                           | 55 000 (unbestätigt) |
| Lumières sur l'info                                                                     | 50 000               |
| Ligue de l'enseignement                                                                 | 40 000 (unbestätigt) |
| Génération numérique                                                                    | 25 000               |
| 2P2L                                                                                    | 20 000               |
| La Chance, pour la diversité dans les médias                                            | 20 000               |

## Mediale Beobachtung des Fonds

### ZeitschriftMarianneund France 2 Télévisions bezüglich der Zuwendung an USEPPM
Am 29. März 2023 veröffentlichten die Zeitschrift Marianne (die namensgleich ist, aber nichts mit dem Fonds zu tun hat) und die 20 Uhr-Nachrichten des öffentlich-rechtlichen Fernsehsenders France 2 eine im Jahr 2022 durchgeführte Untersuchung, die die ordnungsgemäße Verwaltung und Verwendung von Geldern aus dem Fonds Marianne in Frage stellte. Diese Untersuchung offenbarte ein sehr schnelles Vergabeverfahren, mangelnde Transparenz über die Strukturen und die zugewiesenen Beträge, kritisierte eine fragwürdige Mittelverwendung durch Verbände und vermutete Günstlingswirtschaft seitens des Ministeriums.
Die Kritik konzentrierte sich insbesondere auf das Programm der USEPPM, das mit 355.000 Euro die höchste Einzelsubvention erhielt. Der gewährte Zuschuss diente offenbar hauptsächlich zur Finanzierung der Anmietung eines Büros in der Avenue Montaigne und einer Vergütung von 120.000 Euro für die beiden Vorsitzenden des Vereins, Mohamed Sifaoui und Cyril Karunagaran. Das finale Arbeitsergebnis hingegen bestand aus dreizehn YouTube-Videos mit nicht mehr als 200 Aufrufen, einem Instagram-Konto, dem 155 Personen folgen, und einem Facebook-Konto, dem 5 Personen folgten. Am 7. April 2023 veröffentlichte das Büro von Marlène Schiappa eine Pressemitteilung, in der sie jeden Vorwurf der Günstlingswirtschaft zurückwies und ihre Beteiligung an der Auswahl der Förderempfänger bestritt. Dies stand jedoch in direktem Widerspruch zu ihren eigenen Angaben in einem früheren Interview vom Juni 2022, in dem sie erklärt hatte, dass „es die Verwaltung war, die die Anträge durchgesehen und Schlüsselung der Zuwendungen vorgeschlagen hat, die mein Büro und ich selbstverständlich validiert haben“. Am 12. April 2023 teilte Mohamed Sifaoui mit, er habe ein Gehalt als Gegenleistung für eine vollkommen reguläre Arbeit erhalten und fügte hinzu, dass er Anzeige wegen Verleumdung erstattet habe. Die Familie des ermordeten Lehrers Samuel Paty zeigte sich schockiert über die Vorkommnisse und befand, dass der Mord instrumentalisiert worden sei.

### Mediapart bezüglich der Zuwendung anReconstruire le commun
Parallel dazu untersuchte das Onlinemagazin Mediapart die mit dem zweithöchsten Einzelbetrag geförderte Struktur „Reconstruire le commun“ („das Miteinander wieder aufbauen“), die 300.000 Euro erhalten hatte. Dieser 2020 gegründete Verein hatte die Gelder demnach verwendet, um politische Inhalte zu produzieren, die Gegner von Staatspräsident Emmanuel Macron während des französischen Präsidentschaftswahlkampfs 2022 kritisierten. Die Pariser Bürgermeisterin und Vorsitzende der Sozialistischen Partei, Anne Hidalgo, die von den produzierten Videos ins Visier genommen wurde, reichte eine Anzeige gegen Unbekannt wegen Veruntreuung öffentlicher Gelder, Untreue und Verletzung der Bestimmungen des Wahlgesetzes über die Modalitäten der Wahlkampffinanzierung ein, und die Sozialisten stellten im Senat einen Antrag auf eine „Blitzuntersuchung“. Weder der Élysée-Palast noch der Ministerpräsident reagierten hierauf, der Staatssekretär wies die Vorwürfe zurück.

### Mediapart bezüglich USEPPM und der Nichtberücksichtigung vonSOS Racisme
Eine zweite Mediapart-Recherche im Juni 2023 kam zu dem Schluss, dass drei Mitarbeiter von Marlène Schiappa, die an der Auswahl der Begünstigten des Fonds Marianne beteiligt waren, Mohamed Sifaoui ermutigt hatten, sich bereits vor der offiziellen Ankündigung des Projekts zu bewerben: Sifaoui behauptet, dass sie „darauf bestanden“ hätten, dass er an dem Programm teilnehme. Die Untersuchung ergab auch, dass Schiappa durch persönliche Intervention den Antrag der Organisation SOS Racisme aus Gründen eines persönlichen Rechtsstreits habe ablehnen lassen, obwohl die Jury des Fonds ihn in Höhe von 100.000 Euro zur Annahme vorgeschlagen hatte. Diese Informationen sowie die entsprechenden Aussagen ihres ehemaligen Kabinettsdirektors vor dem Untersuchungsausschuss des Senats im Mai und Juni 2023 widersprachen den Behauptungen der Mitarbeiter der Ministerin, dass sie „nicht an der Auswahl teilgenommen“ habe, sowie ihrer eigenen Pressemitteilung vom 7. April 2023.

## Politisches und juristisches Nachspiel

### Untersuchungskommission der Verwaltung
Nach den Enthüllungen der Zeitschrift Marianne und von France 2 wurde die Generalinspektion für Verwaltung ersucht, eine Prüfung der Mittelverwendung beim Fonds Marianne durchzuführen. Dieses Audit wird von Sonia Backès, der Nachfolgerin von Marlène Schiappa im Amt als Ministerin, geleitet. Anfang Juni 2023 veröffentlichte die Generalinspektion der Verwaltung ihren Bericht bezüglich der USEPPM, in dem sie die Wahl des Verbandes, die Weiterverfolgung des Dossiers und die Verwendung der Subvention kritisierte. Das Audit kommt zu dem Schluss, dass die Aufforderung zur Einreichung von Projekten weder transparent noch fair war und dass die Ergebnisse nicht im Einklang mit den gesetzten Zielen stehen. Sie bezichtigt den Präfekten Christian Gravel mangelnder Sorgfalt und Nachverfolgung und wirft ihm privilegierte Behandlung vor. Gravel trat daraufhin am 7. Juni 2023 zurück. Ein erweitertes Audit soll alle Zuwendungen umfassen, die von dem Fonds profitierten.

### Untersuchungsausschuss beim Senat
Am 3. Mai 2023 beschloss der Finanzausschuss des französischen Senats einstimmig die Einrichtung einer Untersuchungskommission zum Fonds Marianne, was am 10. Mai gebilligt wurde. Die Anhörungen umfassten den Präfekten Christian Gravel am 16. Mai 2023, mehrere geförderte Verbände am 30./31. Mai, sowie am 7. Juni Julien Marion, den Stabschef von Sonia Backès, und Sébastien Jallet, Präfekt und ehemaliger Stabschef von Marlène Schiappa. Backès und Schiappa selbst wurden am 14. Juni 2023 gehört. Schiappa sagte dabei, sie übernehme zwar die volle politische Verantwortung, wies aber ihrem Stab und ihrer Verwaltung die Schuld am Verfahren der Vergabe zu. Die Anhörungen der Hauptbeteiligten endeten am 15. Juni 2023 mit der Anhörung von Mohamed Sifaoui (USEPPM), der sagte, er sehe sich von der politischen Macht manipuliert und von Ministerin Marlène Schiappa persönlich getäuscht.
Anfang Juli 2023 legte die Untersuchungskommission zum Fonds Marianne, durchgeführt im Wesentlichen von Senator Jean-François Husson (Les Républicains, Département Meurthe-et-Moselle) und dem Vorsitzenden des Finanzausschusses, Senator Claude Raynal (Sozialistische Partei, Département Haute-Garonne), ihren Untersuchungsbericht vor, der unter dem Titel Der Fonds Marianne – das Abgleiten eines politischen Coups zu einem vernichtenden Urteil kommt: Dieser Fonds sei vor allem eine „Kommunikationsoperation“ gewesen, die Marlène Schiappa „mit großem Tamtam im Fernsehen angekündigt habe“. Dies sei auch der wesentliche Grund für die überhastete Festlegung der Kriterien für die Vergabe der Mittel. Die Auswahl der Verbände sei demnach nach einem „verpfuschten, undurchsichtigen und fragmentierten Auswahlverfahren“ erfolgt, das von „Dilettantismus“ durchdrungen gewesen sei, heißt es in dem Senatsbericht weiter, der feststellt, dass „nur 1,4 Millionen Euro“ der 2,5 Millionen des Fonds „wirklich für Projekte aufgewendet wurden, die nicht vorab Gegenstand iterativer Abstimmungen zwischen Antragsteller und Fonds“ (im Originaltext des Berichtes „arbitrages préalables“) gewesen seien. Das Kabinett und die Ministerin selbst hätten ihre Rolle überschritten.

### Juristische Aufarbeitung
Nach den ersten beiden journalistischen Ermittlungen ist die Arbeitsweise des Fonds Marianne Gegenstand einer gerichtlichen Untersuchung, insbesondere wegen Veruntreuung, Untreue und illegaler Interessennahme, die von der nationalen Finanzstaatsanwaltschaft durchgeführt wird. Diese gerichtliche Untersuchung begann am 4. Mai 2023.
Es liegen drei verschiedene Auslöser vor: Mathilde Panot, die Vorsitzende der Fraktion von La France insoumise in der Nationalversammlung, rief am 14. April 2023 die Staatsanwaltschaft in Paris an, die Pariser Bürgermeisterin Anne Hidalgo reichte noch am selben Tag eine Anzeige wegen Verleumdung gegen „Reconstruire le commun“ ein, und Christian Gravel meldete der Staatsanwaltschaft die Kenntnis eines Verbrechens oder Vergehens in Ausübung seines Amtes, wie es das Gesetz für Beamte vorschreibt.
Die Ermittlungen werden von der Zentralstelle für die Bekämpfung von Korruption und Finanz- und Steuerdelikten unter der Aufsicht des Ermittlungsrichters Serge Tournaire durchgeführt. Die Justiz führte daraufhin am 13. Juni 2023 mehrere Durchsuchungen durch, unter anderem in den Wohnungen von Christian Gravel und Mohamed Sifaoui.

### Ausscheiden Schiappas aus dem Kabinett Élisabeth Bornes
Bei der Kabinettsumbildung am 20. Juli 2023 verlor Schiappa ihr seit Juli 2022 innegehabtes Amt als Staatssekretärin für Soziale und Solidarische Ökonomie und Vereinsleben und schied aus dem Kabinett Élisabeth Bornes aus. Diese Entscheidung wird wesentlich auf die Schwächung ihrer Position durch die Affäre um den Fonds Marianne und deren Bewertung durch den Senat zurückgeführt.